# Akudrocha
Akudrocha (georgiska: აკუდროხა) är ett vattendrag i Georgien. Det ligger i regionen Abchazien, i den nordvästra delen av landet, 400 km nordväst om huvudstaden Tbilisi.